# 布魯克代爾 (加利福尼亞州)
布魯克代爾（英語：Brookdale）是位於美國加利福尼亞州聖塔克魯茲縣的一個人口普查指定地區。

## 地理
布魯克代爾的座標為37°06′21″N 122°06′38″W / 37.10583°N 122.11056°W，而該地最高點為海拔高度123米（即405英尺）。

## 人口
根據2010年美國人口普查的數據，布魯克代爾的面積為9.96平方千米，均為陸地。當地共有人口1991人，而人口密度為每平方千米199人。